# 30번가역 (SEPTA 지하철)
30번가역(영어: 30th Street station)은 필라델피아에 위치한 SEPTA 도시철도 및 트롤리 역이다. 이 역은 마켓-프랭크포드 선과 SEPTA 서브웨이-서페이스 트롤리 선의 환승역이다. 유니버시티시티(University City)의 30번가와 31번가 사이의 마켓가(Market Street)에 위치하며, 인근에 30번가 철도역과 드렉셀 대학교(Drexel University)가 위치해있다. 이 역에는 서브웨이-서페이스 트롤리용 외부 선로 두 개와 마켓-프랭크포드 지하철용 내부 선로 두 개가 있다. 4개 선로 모두에 대한 접근을 제공하는 대합실을 통해 두 노선 간의 무료 환승이 가능하다.
지하역은 원래 1907년에 개장 한 32번가(32nd Street) 고가역을 대체하기 위해 1956년에 지어졌다. 암트랙, SEPTA 리저널 레일 및 뉴저지 트랜싯 열차가 운행되는 30번가 철도역의 남서쪽 ½ 블록에 위치한다. 지하 통로가 두 역을 연결하지만, 범죄 우려로 폐쇄되었으며 유일한 연결은 지상 위에 있다. 역은 최근 개조되었고, 그 후 센터 시티의 마켓-프랭크포드 선에서 장애인 이용시설을 갖춘 4개의 지하철역 중 하나가 되었다. 접근성 기능에는 계단뿐만 아니라 엘리베이터가 포함된다.

## 역 구조
| G        | 지면층                              | 출구, 30th 스트리트 역                          |
| M        | 대합실                              | 출구 연결, 개찰구                               |
| P 승강장 | 상대식 승강장, 오른쪽 출입문이 열림 | 상대식 승강장, 오른쪽 출입문이 열림             |
| P 승강장 | 서행                                | ← 트롤리 선 웨스트필라델피아 방면 (33번가)      |
| P 승강장 | 서행                                | ← 마켓 프랭크포드 선 69번가 방면 (34번가)       |
| P 승강장 | 섬식 승강장, 왼쪽 출입문이 열림     |                                                 |
| P 승강장 | 동행                                | → 마켓 프랭크포드 선 프랭크포드 방면 (15번가) → |
| P 승강장 | 동행                                | → 트롤리 선 13번가 방면 (22번가) →              |
| P 승강장 | 상대식 승강장, 오른쪽 출입문이 열림 |                                                 |

## SEPTA 버스 연결
SEPTA 시내 버스
- 9, 30, 31, 44, 62번 노선, LUCY 노선

SEPTA 시외 버스
- 124, 125번 노선

## 사진첩

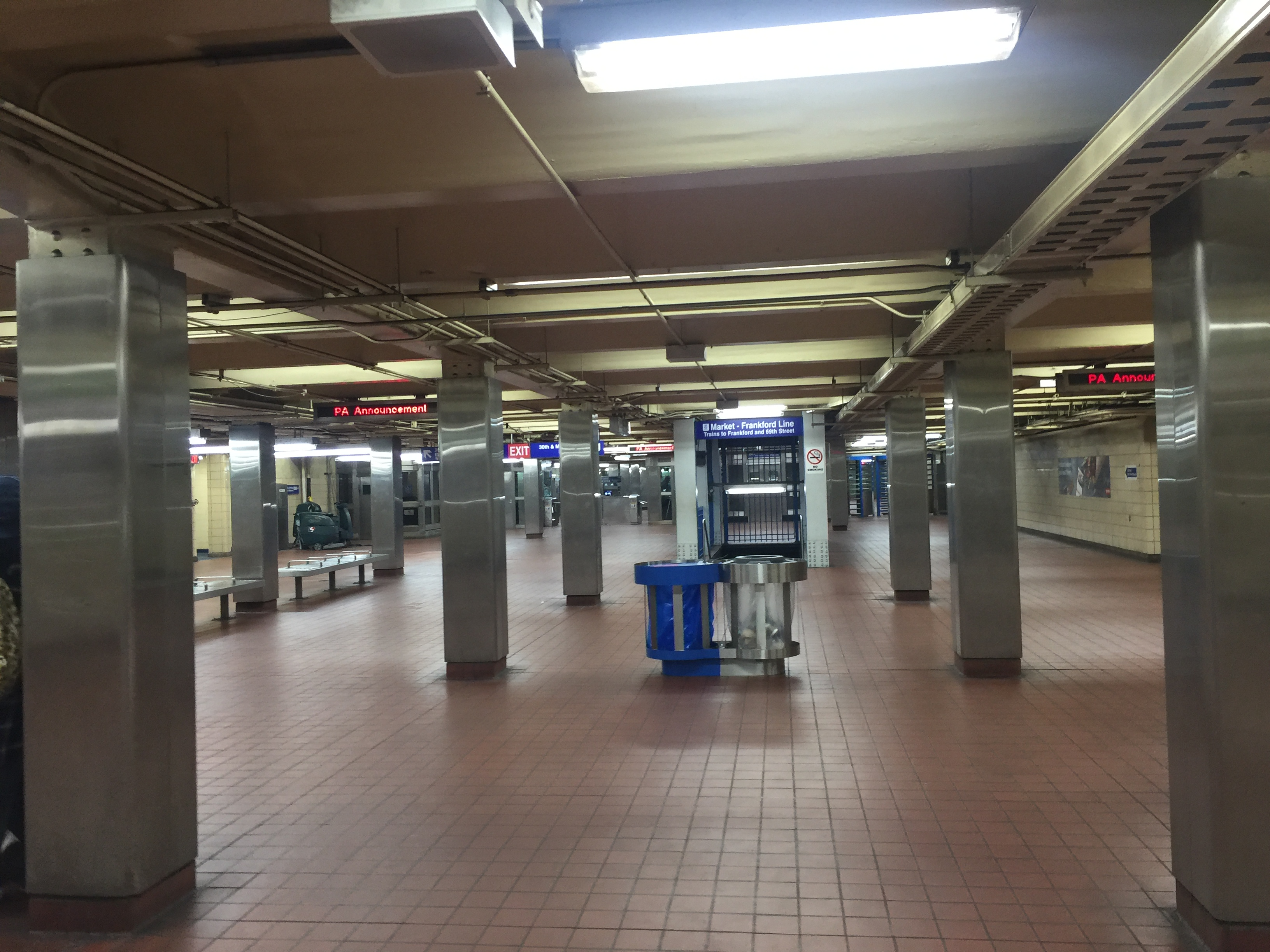
30번가 역 무료환승통로
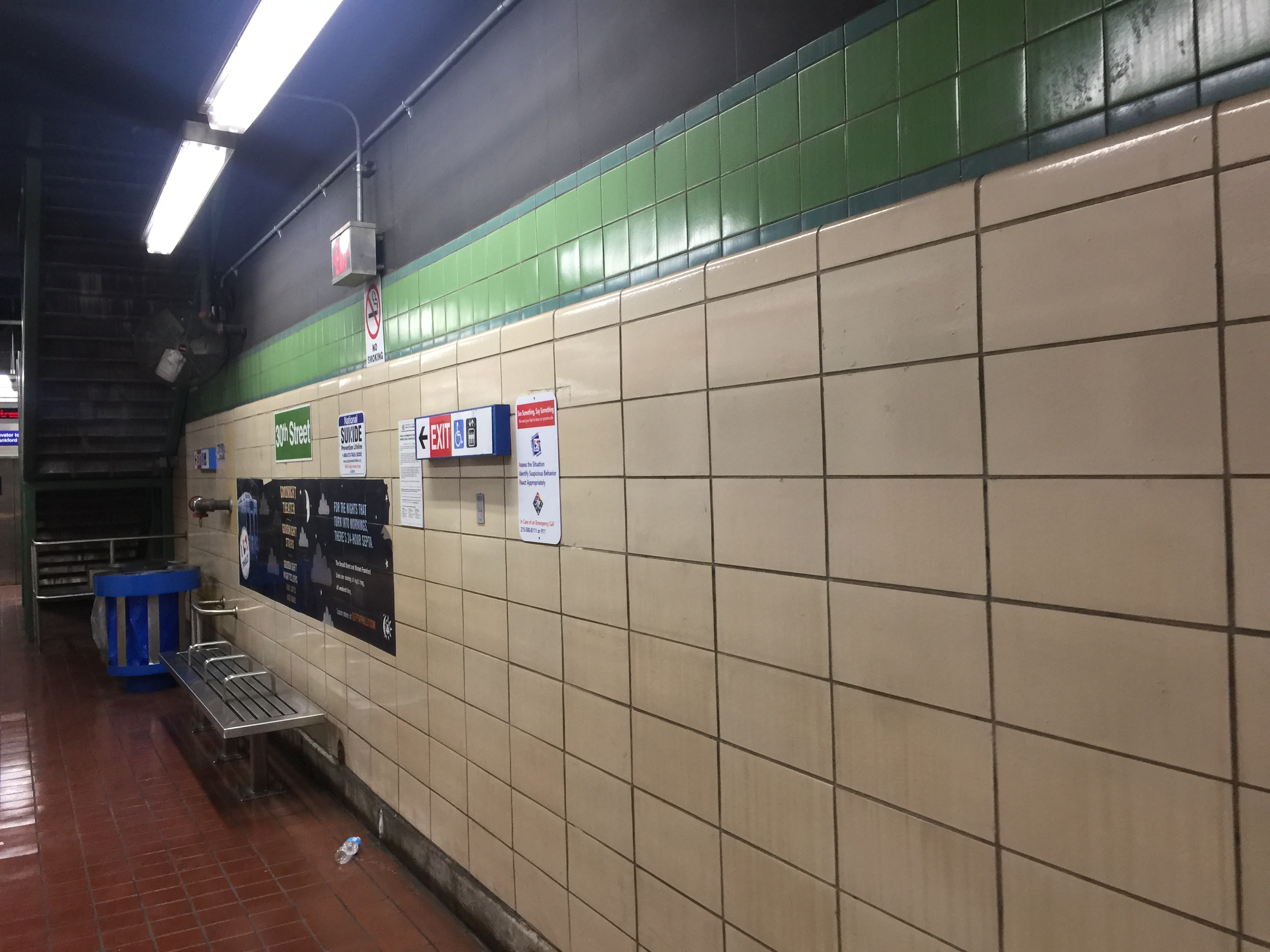
30번가 트롤리 역
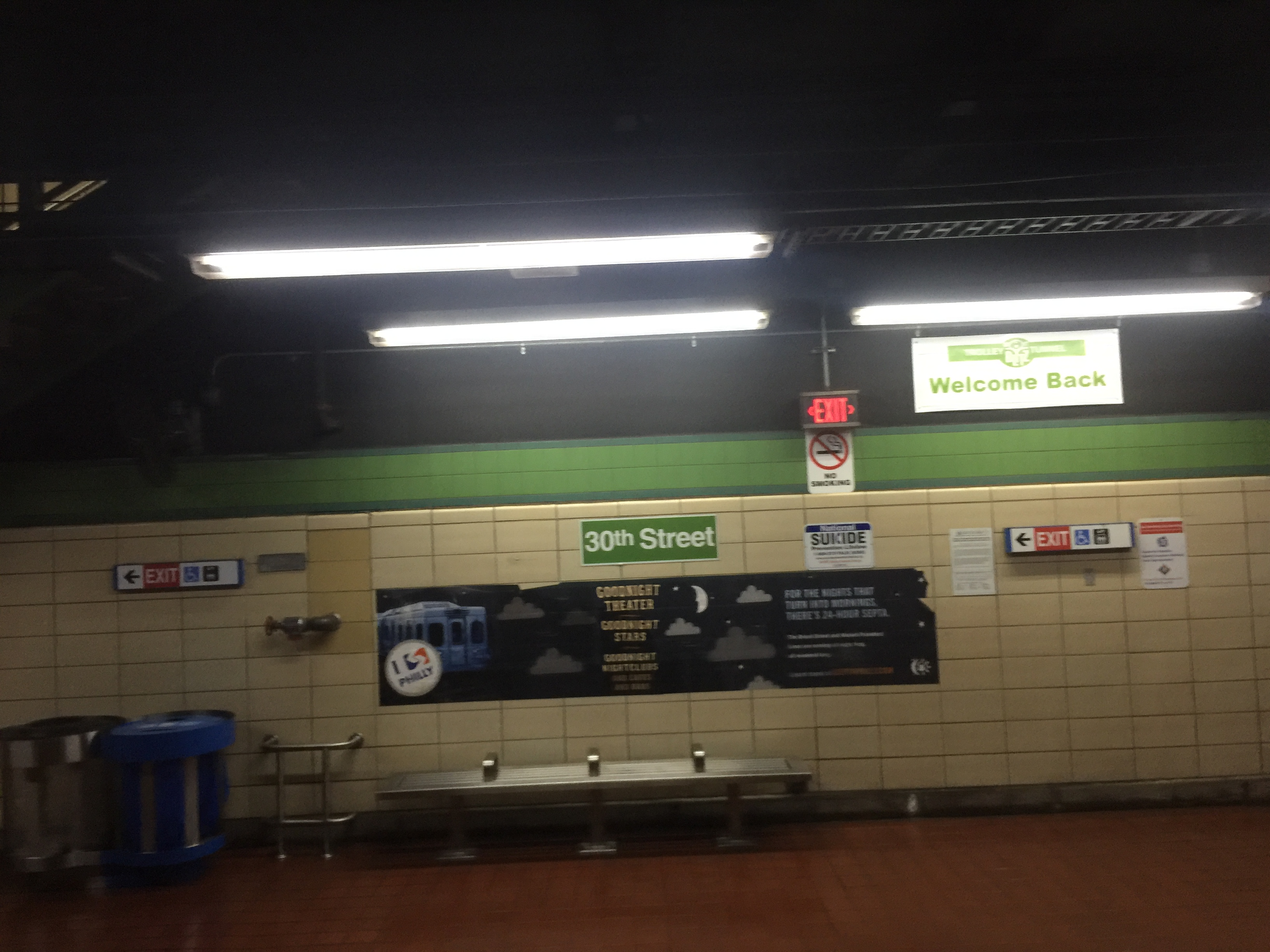
30번가 트롤리 역
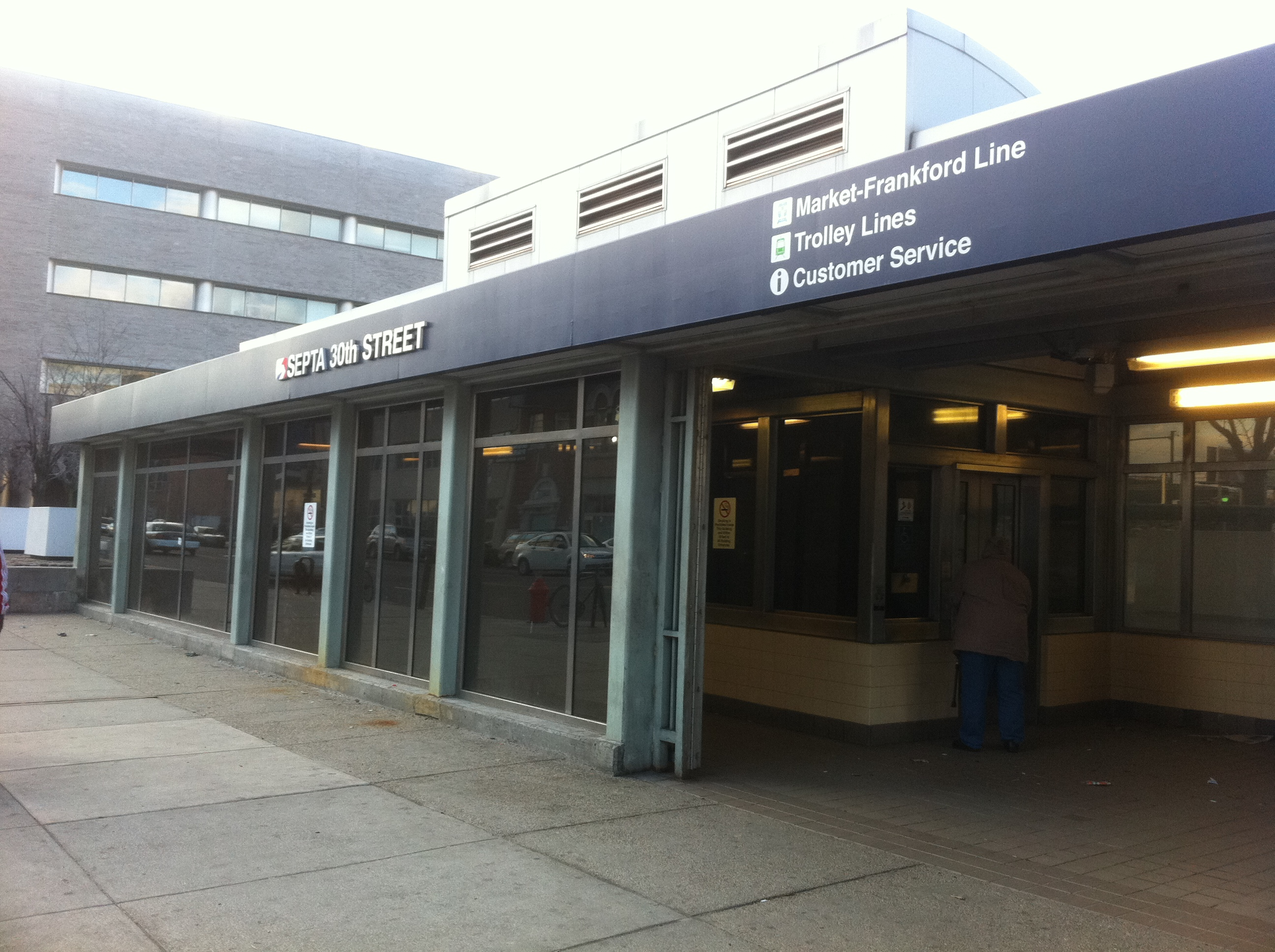
30번가 역 출구